# Somewhere Far Beyond
Somewhere Far Beyond je čtvrté studiové album německé powermetalové hudební skupiny Blind Guardian. Vydáno bylo v roce 1992 pod vydavatelstvím Virgin Records a stejně jako předchozí deska Tales from the Twilight World sklidilo velký úspěch. Po jeho vydání se Blind Guardian vydali poprvé na turné mimo Německo a v Japonsku natočili své první koncertní album Tokyo Tales.
Na desce mimo jiné vyšly písně „The Bard's Song – In the Forest“ a „The Bard's Song – The Hobbit“, díky kterým se skupině začalo přezdívat The Bards (česky Bardi).

## Seznam skladeb
| Pořadí | Název                           | Autor                                      | Délka |
| ------ | ------------------------------- | ------------------------------------------ | ----- |
| 1.     | Time What Is Time               | Hansi Kürsch, André Olbrich                | 5:42  |
| 2.     | Journey Through the Dark        | Kürsch, Olbrich                            | 4:45  |
| 3.     | Black Chamber                   | Kürsch                                     | 0:56  |
| 4.     | Theatre of Pain                 | Kürsch, Olbrich                            | 4:15  |
| 5.     | The Quest for Tanelorn          | Kürsch, Olbrich, Marcus Siepen, Kai Hansen | 5:53  |
| 6.     | Ashes to Ashes                  | Kürsch, Olbrich                            | 5:58  |
| 7.     | The Bard's Song – In the Forest | Kürsch, Olbrich                            | 3:09  |
| 8.     | The Bard's Song – The Hobbit    | Kürsch, Olbrich                            | 3:52  |
| 9.     | The Piper's Calling             | Kürsch, Olbrich                            | 0:58  |
| 10.    | Somewhere Far Beyond            | Kürsch, Olbrich                            | 7:28  |

| Bonus          | Bonus                             | Bonus                            | Bonus |
| Pořadí         | Název                             | Autor                            | Délka |
| -------------- | --------------------------------- | -------------------------------- | ----- |
| 11.            | Spread Your Wings (Queen cover)   | John Deacon                      | 4:13  |
| 12.            | Trial by Fire (Satan cover)       | Russ Tippins                     | 3:42  |
| 13.            | Theatre of Pain (Classic version) | Kürsch, Olbrich, Mathias Wiesner | 4:13  |
| Celková délka: | Celková délka:                    | Celková délka:                   | 55:34 |

| Bonus reedice 2007 | Bonus reedice 2007       | Bonus reedice 2007 | Bonus reedice 2007 |
| Pořadí             | Název                    | Autor              | Délka              |
| ------------------ | ------------------------ | ------------------ | ------------------ |
| 14.                | Ashes to Ashes (demo)    | Kürsch, Olbrich    | 5:51               |
| 15.                | Time What is Time (demo) | Kürsch, Olbrich    | 5:35               |

## Obsazení
- Hansi Kürsch – basová kytara, zpěv
- André Olbrich – kytary, doprovodný zpěv
- Marcus Siepen – kytary, doprovodný zpěv
- Thomas Stauch – bicí

Hosté
- Kai Hansen – kytara
- Piet Sielck – doprovodný zpěv, efekty
- Rolf Köhler – efekty, klávesy, basová kytara
- Mathias Wiesner – efekty, klávesy
- Stefan Will – piano
- Peter Rübsam – skotské a irské dudy